# Miran Shah
Mirza Jalal-ud-din Miran Shah Beg , comunemente noto come Miran Shah (in persiano میران شاہ‎; 1366 – 20 aprile 1408) era il figlio del conquistatore dell'Asia centrale e fondatore dell'impero timuride Tamerlano.
Durante il regno di suo padre si distinse inizialmente come un potente governatore regionale e un importante comandante militare, avendo aiutato Tamerlano nelle sue conquiste e reprimendo diverse rivolte. Tuttavia, dopo essere stato accusato di comportamento distruttivo ed edonistico, il principe fu successivamente deposto da questi ruoli da parte dell'imperatore. Dopo la morte di Tamerlano avvenuta nel 1405 Miran Shah fu coinvolto nella conseguente guerra di successione, avendo offerto il suo sostegno a suo figlio Khalil Sultan. Successivamente fu ucciso mentre combatteva contro gli storici rivali dei timuridi, i Kara Koyunlu.
Sebbene non avesse mai governato a pieno titolo, la linea di Miran Shah giocò un ruolo di primo piano nella storia dell'impero timuride. Suo nipote Abu Sa'id Mirza arrivò a governare la maggior parte della Transoxiana nella seconda metà del XV secolo. Il nipote di Abu Sa'id era Babur, il fondatore dell'impero moghul in India.

## Biografia

### Gli inizi
Miran Shah era il terzo dei quattro figli di Tamerlano. Sua madre Mengli Khatun era una concubina, figlia di Hayut della tribù Jauni Qurban.
Nel 1380, prima della conquista del Khorasan, Tamerlano nominò preventivamente Miran Shah (all'epoca quattordicenne) governatore della regione. Il regno era allora sotto il dominio della dinastia kartide, che si sottomise rapidamente all'esercito di Tamerlano. Nel 1383 il capo dell'ex famiglia reale Ghiyas-uddin Pir 'Ali ordì un complotto contro Tamerlano. Miran Shah represse rapidamente la ribellione e annesse la capitale kartide di Herat, che ne fece la sua sede vicereale. Diversi anni dopo Pir Muhammad, l'ultimo dei kartidi e figlio di Ghiyas-uddin, fu ucciso da Miran Shah durante un banchetto organizzato da quest'ultimo. I cronisti Abd al-Razzaq Samarqandi e Sharaf al-Din Ali Yazdi (rispettivamente autori del Matla al-sa'dayn e del Zafarnama) riportano che Miran Shah avesse riso mentre decapitava il principe, attribuendo all'eccessivo consumo di alcol le sue azioni.

### Carriera militare
Nell'inverno 1386 Tamerlano invase l'Azerbaigian, un'area che per oltre un secolo era stata obiettivo del Khanato dell'Orda d'Oro. Tokhtamysh, ex alleato di Tamerlano, il suo esercito contro le forze d'invasione e sconfisse la loro avanguardia, provocando la perdita di quaranta ufficiali di Tamerlano. A Miran Shah fu ordinato di vendicare questa sconfitta e rincorse i nemici in fuga fino a Derbent, la frontiera dell'Orda d'Oro. Alcuni dei più importanti seguaci di Tokhtamysh vennero arrestati e portati nei quartieri invernali del Karabakh. Tuttavia, contrariamente alle sue pratiche usuali, Tamerlano fu clemente nei confronti dei prigionieri e li rispedì da Tokhtamysh, tentando invano di scoraggiare il suo ex allievo da ulteriori ostilità.
Diverse rivolte furono represse anche da Miran Shah negli anni successivi. Nel 1389 il governatore di Tus Amir Hajji Beg Jauni Qurbani, aiutato da un sovrano sarbadar, cercò di rendersi indipendente. Tamerlano inviò Miran Shah che, dopo un lungo assedio di diversi mesi, fece saccheggiare e radere al suolo Tus, provocando diverse vittime.
Nel 1394 Tamerlano entrò in conflitto con i membri di una setta sufi conosciuta come hurufismo. Ciò era probabilmente il risultato sia delle accuse di eresia mosse contro il gruppo da studiosi religiosi tradizionali, sia dei tentativi di Tamerlano di rimuovere potenziali minacce al suo governo dall'area. Miran Shah ricevette l'incarico di arrestare il fondatore del movimento Fazlallah Astarabadi al-Hurufi, che secondo la leggenda fu giustiziato dal principe stesso. La morte del loro leader portò i seguaci di al-Hurufi a nutrire un particolare odio nei confronti dei timuridi. Miran Shah in particolare era considerato un dajjal (anticristo) e veniva ulteriormente deriso con l'appellativo di Maran Shah ("re dei serpenti").

### Viceré di Persia

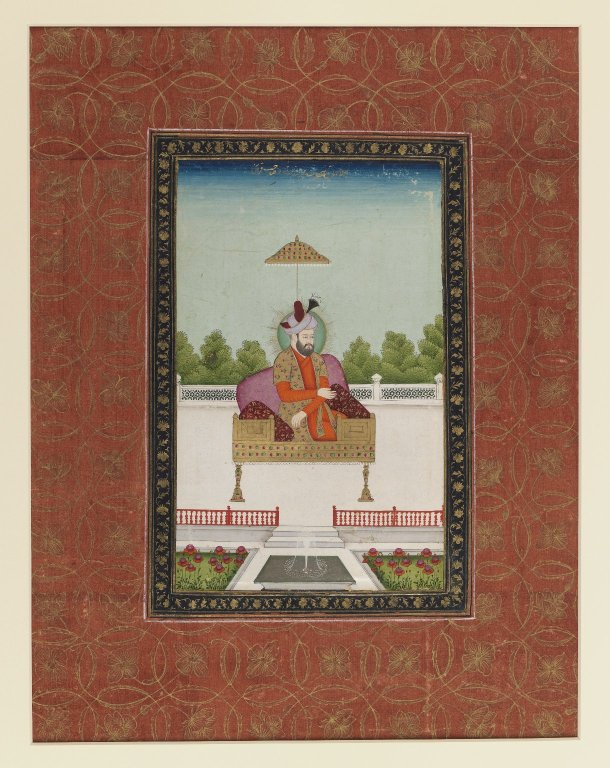
Una miniatura di Miran Shah, dalla collezione del Brooklyn Museum

Nel 1393 Tamerlano aveva conquistato tutte le terre che in precedenza avavano fatto parte dell'Ilkhanato mongolo. Questo dominio, definito da Tamerlano "il trono di Hulagu", venne conferito a Miran Shah. Il feudo del principe comprendeva dunque l'intera Persia settentrionale e la Transcaucasia, nonché le città di Baghdad, Tabriz e Soltaniyeh.
Tuttavia Miran Shah, che aveva sofferto di problemi mentali a seguito di una caduta da cavallo diversi anni prima, iniziò a mostrare tendenze sempre più distruttive durante il suo governo. L'ambasciatore castigliano alla corte di Tamerlano Ruy González de Clavijo affermò che il principe fece distruggere antichi edifici, presumibilmente per dimostrare che "Miran Shah non ha fatto nulla da solo, ma ha ordinato la demolizione delle opere più belle del mondo". Il biografo Dawlatshah Samarqandi riporta che Miran Shah avesse anche ordinato che la tomba dello storico Rashid al-Din Hamadani fosse smantellata e che le sue ossa fossero trasferite in un cimitero ebraico, presumibilmente per via delle sue origini semitiche. Ci sono tuttavia dubbi riguardo a questa affermazione, poiché si presume che Miran Shah avesse un interesse per la letteratura storica musulmana.
Le voci su Miran Shah che circolavano alla corte di Tamerlano alludevano a giochi d'azzardo caotici, a bevute tenute all'interno delle moschee e a monete d'oro sparse dalle finestre del palazzo tra folle inferocite. Lo stile di vita eccessivo di Miran Shah evidentemente mise a dura prova la sua salute, poiché venne definito da Clavijo come "grande e grasso, e soffre molto di gotta". Oltre a ciò, Tamerlano era preoccupato per i disordini e i problemi fiscali nei domini di Miran Shah, nonché per i fallimenti militari del principe. Il principale tra questi fu la sua incapacità di catturare la torre di Alinja dal sultanato jalairide nel 1395. Qui il principe Tahir, figlio del sultano Ahmad Jalayir, era stato assediato da Miran Shah prima di essere salvato da Giorgio VII di Georgia, le cui forze combinate sconfissero l'esercito timuride.
All'imperatore erano state sollevate preoccupazioni anche riguardo alla lealtà di suo figlio. Miran Shah aveva accennato nelle sue lettere alla crescente età di suo padre e ai dubbi sulle sue capacità nel governare. Questi sospetti si rivelarono fondati quando la moglie di Miran Shah, la principessa corasma Khanzada Begum, denunciò a suo suocero le intenzioni ribelli del marito e i maltrattamenti da lui subiti. Dawlatshah afferma che Tamerlano si commosse fino alle lacrime quando Khanzada gli presentò la sua camicia macchiata di sangue, sebbene questo episodio non sia stato confermato nelle fonti contemporanee. Le storie ufficiali affermano solo che Miran Shah mosse contro di lei accuse grossolane che vennero successivamente smentite. Tuttavia, la arrabbiata Khanzada non tornò mai da suo marito e rimase con Tamerlano a Samarcanda.
Nel 1399 Tamerlano inviò un distaccamento di truppe sotto il comando di suo nipote Sulaiman Shah per indagare sulle sue preoccupazioni. Miran Shah, senza porre alcuna difficoltà, tornò con loro per affrontare suo padre, che a questo punto era arrivato a Soltaniyeh per affrontarlo. Dopo essere stato legato con una corda al collo, Miran Shah apparve davanti all'imperatore e implorò il suo perdono. Si dice che Tamerlano fosse sul punto di ordinare l'esecuzione di suo figlio, ma si astenne solo per l'intercessione dei suoi parenti e nobili. Miran Shah fu quindi deposto dai suoi incarichi e assegnato al seguito di suo padre, dove sarebbe rimasto per i successivi quattro anni. I suoi amici e consiglieri, tra cui personaggi molto noti, furono severamente puniti, alcuni dei quali giustiziati per il presunto crimine di aver corrotto il principe e averlo portato fuori strada.

### Guerra di successione e morte

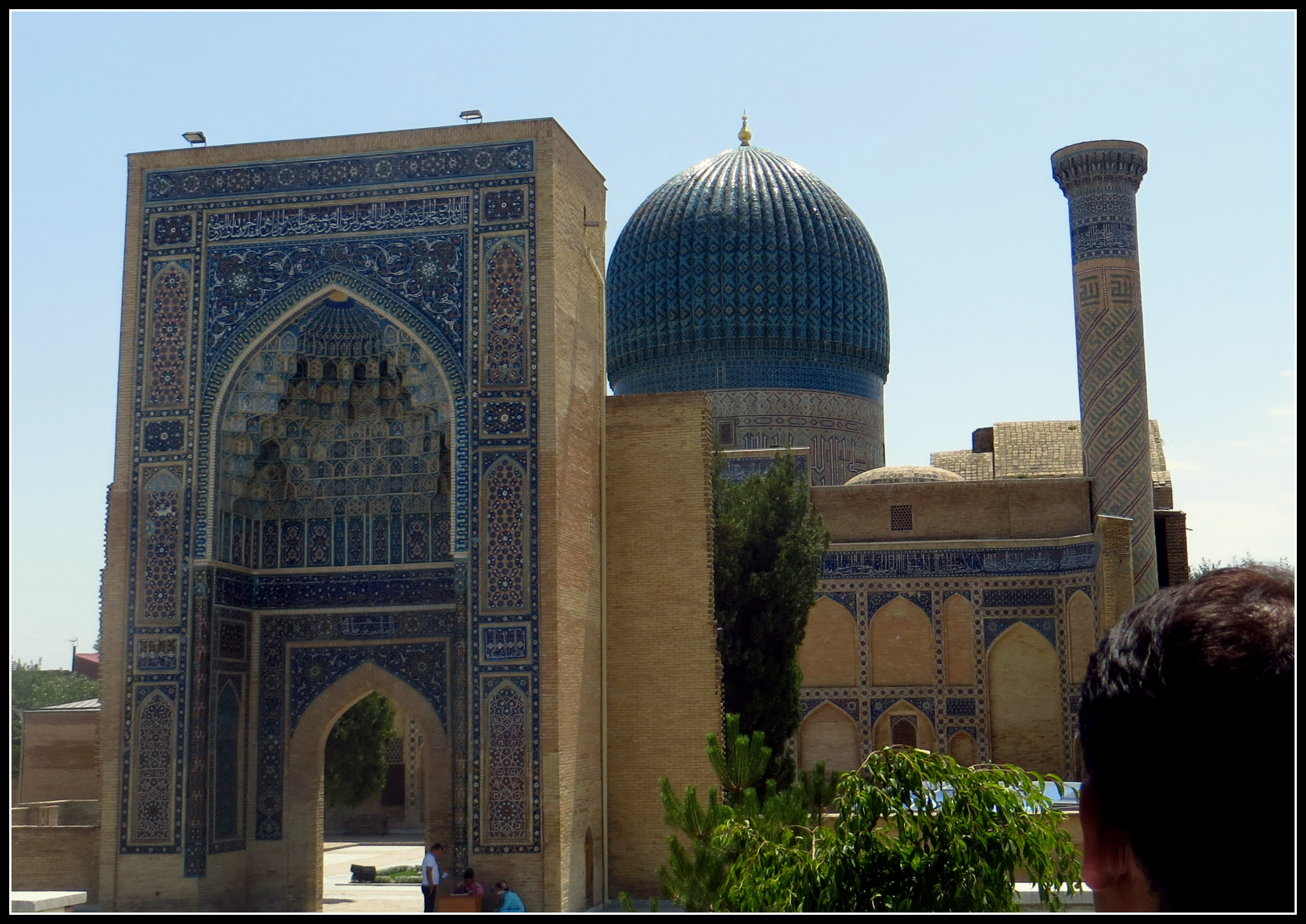
Il Gur-e-Amir a Samarcanda, in Uzbekistan

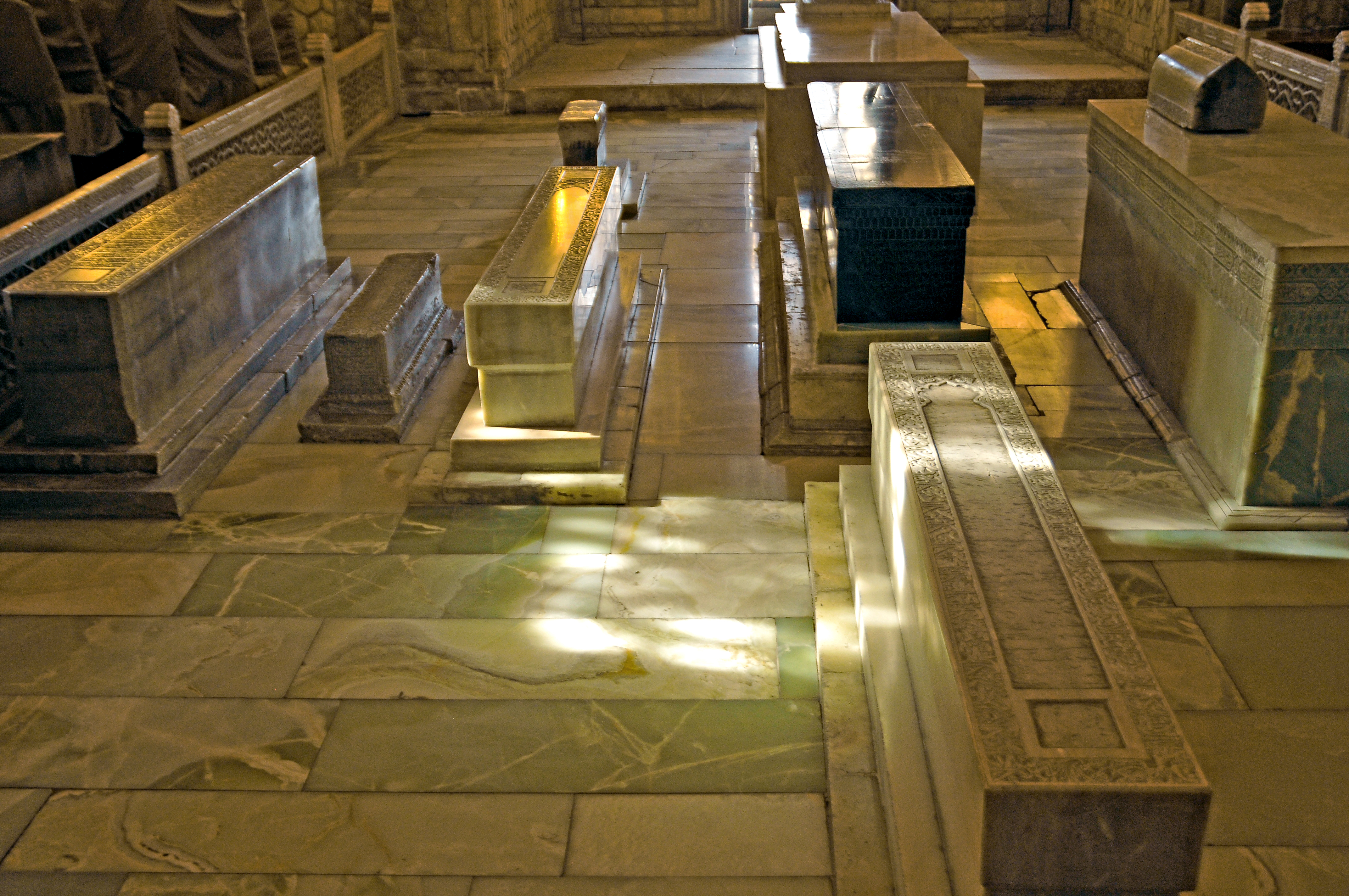
La lapide di Miran Shah (all'estrema sinistra) nel Gur-e-Amir

Alla morte di Tamerlano sopraggiunta nel febbraio 1405 scoppiò una disputa sulla successione tra i suoi figli e nipoti sopravvissuti. Miran Shah era il figlio maggiore ancora in vita ma, non essendo considerato un contendente al trono, venne sopraffatto da suo figlio Khalil Sultan.
Quest'ultimo si proclamò imperatore a Tashkent subito dopo la morte di suo nonno e si impossessò del tesoro reale, così come della capitale imperiale Samarcanda. Anche Sultan Husayn Tayichiud, nipote materno di Tamerlano e genero di Miran Shah, si propose come contendente al trono prima di allinearsi con Khalil Sultan. Shah Rukh, governatore di Herat e altro figlio sopravvissuto di Tamerlano, a questo punto non fece alcuna mossa offensiva contro i suoi nipoti. Ciò era probabilmente dovuto a Miran Shah, che rappresentava una seria minaccia poiché lui, insieme all'altro figlio Abu Bakr, aveva guidato un esercito fuori dall'Azerbaigian a sostegno di Khalil Sultan.
Ahmad Jalayir, che era stato espulso da Tamerlano quindici anni prima, approfittò della morte dell'imperatore per riconquistare le sue antiche terre. Miran Shah e suo figlio scacciarono Jalayir a Tabriz prima di essere costretti a vedersela con un altro ex nemico, ovvero Kara Yusuf, sovrano dei Kara Koyunlu turkmeni, che nel 1406 sconfisse i timuridi nella battaglia di Nakhchivan conquistando Tabriz. Miran Shah e Abu Bakr tentarono di riconquistare la città nella battaglia di Sardrud il 20 aprile 1408, ma furono definitivamente sconfitti dall'alleanza turkmena-jalayiride. Di conseguenza tutte le conquiste occidentali di Tamerlano andarono perdute e i timuridi furono successivamente cacciati dalla Persia occidentale.
Sebbene Abu Bakr fosse riuscito a fuggire, Miran Shah fu ucciso durante la battaglia da un capo turkmeno che, non avendo riconosciuto il principe, ne aveva spogliato e saccheggiato il corpo. Kara Yusuf fece poi impalare la sua testa davanti alle mura di Tabriz per indurre gli abitanti della città ad arrendersi. Poco dopo il sovrano turkmeno inviò la testa e il corpo di Miran Shah a Shah Rukh, che era risultato vincitore nella guerra di successione. Miran Shah fu sepolto insieme a suo padre nel Gur-e-Amir a Samarcanda.

## Discendenza
Miran Shah si sposò tre volte:
1. Daulatgaldi Agha, figlia di Payanda Sultan e nipote di Jahangir Barlas
  - Sayyidi Ahmad Miranshahi
2. Sevin Beg Khanzada, conosciuta anche come Khanzada Begum - figlia di Aq Sufi Husayn Qunqirat e Shukur Beg Agha (figlia di Jani Beg, Khan dell'Orda d'Oro);[27] vedova di suo fratello Jahangir Mirza
  - Khalil Sultan (1384–1411)
  - Muhammad Qasim
  - Biki Sultan,[28] sposò Iskandar, figlio di Umar Shaikh I[29] e più tardi suo fratello Bayqara I
3. Urun Sultan Khanika - figlia di Suyurghatgmish Khan, khan del Khanato Chagatai
  - Abu Bakr ibn Miran Shah (1382–1409). Nel 1403 sposò Öruz Hatun, figlia del sultano ottomano Bayezid I e della principessa serba Olivera Despina. Ebbero almeno una figlia, Aisha.
  - Umar (1383-1407)
  - Qutlugh Sultan Begum,[30] sposò il sultano Husayn Tayichiud e in seguito un sayyid di Termez

Concubine:
1. Murad Agha
  - Jamshid
2. Ruhparwar Agha
  - Qarachar
3. Nigar Agha
4. Fakhira Agha
5. Bakht Sultan Agha
6. Daulat Bakht Fuladbuqakhani
  - Muhammad Timur
7. Mihr Nush Fuladbuqakhani
  - Muhammad Mirza

Figli avuti da madri sconosciute:
- Ichil (1394-1415)
- Suyurghatmish (nato nel 1399)
- Fatima Sultan Begum
- Sa'adat Sultan Begum
- Rajab Sultan Begum, sposata con Sa'd Waqas (figlio di Muhammad Sultan, figlio di Jahangir Mirza) e poi con Sanjar (figlio di Pir Muhammad, un altro figlio di Jahangir Mirza)
- Rabia Sultan Begum